# Francesco Zappa
Pour l'album de Frank Zappa, voir Francesco Zappa (album).
Pour les articles homonymes, voir Zappa (homonymie).
Francesco Zappa est un compositeur et violoncelliste italien né à Milan et actif entre 1763 et 1788. Il est connu pour son jeu virtuose du violoncelle.

## Œuvres
Duos
- 6 Sonates clavier/clavecin, opus 4a (Paris, sans date)
- 6 Duette Violone, Violoncelle/2 Violons (Paris, sans date)
- Duo pour 2 Violoncelles, Ms., m. 5740, Sammlung Hausbibliothek

Sonates en trio, 2 violons et basse
- 6 Trios (Londres, 1765), opus 1 (La Haye, sans date)
- 6 Trios Opus 2 (Londres, ca 1767)
- 6 Trios Opus 3 (Paris, sans date)
- 6 Trios Opus 4 (Londres, sans date)
- 6 Sonates à deux violons & basse (La Haye, sans date), Sammlung Thulemeyer

Autres œuvres
- 6 sonates pour clavier, opus 6 (Paris 1776), (1879)
- 6 Sinfonies (Paris, sans date)
- 2 Romances, 1 violon, flûte piccolo, opus 4 (La Haye, sans date)
- 2 Romances, 1 violon (La Haye)
- A-Wgm, D-Bds, I-Mc
- Sonate pour Violoncelle, Mus. ms. 23490, Berlin Stiftung Preußischer Kulturbesitz
- Sinfonia con Violoncello obligato Nr. 1 pour 2 violons, alto, violoncelle obligata, 2 hautbois, 2 cors, Ms., m. 5737, Sammlung Hausbibliothek
- Quartetto Concertante pour 2 violons, alto, violoncelle, composta all Aya li 8 Liuglio 1788“, Ms. m. 5740, Sammlung Hausbibliothek

## Discographie sélective
- Crowning Glory – Zappa Symphonies par la New Dutch Academy, dir. Simon Murphy (première mondiale en 2009 ; Pentatone Classics PTC 5186 365)
- Six Symphonies - Ensemble Atalanta Fugiens, dir. Vanni Moretto (23-30 mai 2008, « Archivio della sinfonia milanese vol. 5 » DHM 88697901562)